# Ставищенська селищна рада
Стави́щенська се́лищна ра́да — адміністративно-територіальна одиниця та орган місцевого самоврядування у Білоцерківському районі Київської області. Адміністративний центр — селище міського типу Ставище.

## Загальні відомості
Ставищенська селищна рада утворена 26 липня 1994 року.
- Територія ради: 33,813 км²
- Населення ради: 6748 осіб (станом на 2015 рік)[1]
- Територією ради протікає річка Гнилий Тікич

## Населені пункти
Селищній раді підпорядковані населені пункти:
- смт Ставище

## Склад ради
- Ставищенський селищний голова: Джужик Леонід Петрович
- Перший заступник селищного голови: Нечаєнко Ірина Вікторівна
- Заступник селищного голови: Потієвський Сергій Олександрович
- 26 депутатів 8 скликання
- Секретар селищної ради: Борщ Раїса Григорівна [2]

### Керівний склад попередніх скликань
| Прізвище, ім'я, по батькові    | Основні відомості                                                                     | Дата обрання | Дата звільнення |
| ------------------------------ | ------------------------------------------------------------------------------------- | ------------ | --------------- |
| Тертичний Олександр Вікторович | Селищний голова, 1962 року народження, член Партії промисловців і підприємців України | 26.03.2006   | 31.10.2010      |
| Тертичний Олександр Вікторович | Селищний голова, 1962 року народження, член Єдиного Центру                            | 31.10.2010   |                 |

Примітка: таблиця складена за даними сайту Верховної Ради України

### Депутати
За результатами виборів 2020 року депутатами селищної ради стали:

#### За суб'єктами висування
| Суб'єкт висування                                                                                                 | Кількість обраних депутатів | %    |
| --- | --------------------------- | ---- |
| Київська територіальна організація Політичної партії «Європейська Солідарність»                                   | 9                           | 34,6 |
| Київська обласна організація політичної партії «Всеукраїнське об’єднання «Батьківщина»                            | 4                           | 15,4 |
| КИЇВСЬКА ОБЛАСНА ОРГАНІЗАЦІЯ ПОЛІТИЧНОЇ ПАРТІЇ «ЗА МАЙБУТНЄ»                                                      | 3                           | 11,5 |
| Київська обласна організація Політичної партії «УДАР (Український Демократичний Альянс за Реформи) Віталія Кличка | 3                           | 11,5 |
| Київська обласна організація Політичної партії «НАШ КРАЙ»                                                         | 3                           | 11,5 |
| Київська обласна організація Всеукраїнського об’єднання «Свобода»                                                 | 2                           | 7,75 |
| Київська Обласна організація ПОЛІТИЧНОЇ ПАРТІЇ «СЛУГА НАРОДУ»                                                     | 2                           | 7,75 |

#### За округами[5]
| № | Прізвище, ім'я, по батькові    | Номер територіального виборчого округу |
| --- | ------------------------------ | -------------------------------------- |
| Київська територіальна організація Політичної партії «Європейська Солідарність»                                    |                                |                                        |
| 1 | Бабушкін Павло Ігорович        | 1                                      |
| 2 | Гарликівський Віктор Іванович  | 2                                      |
| 3 | Борщ Раїса Григорівна          | 1                                      |
| 4 | Стеценко Олександр Степанович  | ЄБВО                                   |
| 5 | Кашуба Інна Миколаївна         | 2                                      |
| 6 | Котик Олександр Володимирович  | ЄБВО                                   |
| 7 | Лук’янець Наталія Ігорівна     | ЄБВО                                   |
| 8 | Марущак Олег Вікторович        | 3                                      |
| 9 | Пацеля Василь Прохорович       | 3                                      |
| Київська обласна організація політичної партії «Всеукраїнське об’єднання «Батьківщина»                             |                                |                                        |
| 10 | Берідзе Ека Емзарівна          | 3                                      |
| 11 | Берідзе Олена Олексіївна       | ЄБВО                                   |
| 12 | Книшовський Сергій Віталійович | 2                                      |
| 13 | Юхименко Ігор Миколайович      | ЄБВО                                   |
| КИЇВСЬКА ОБЛАСНА ОРГАНІЗАЦІЯ ПОЛІТИЧНОЇ ПАРТІЇ «ЗА МАЙБУТНЄ»                                                       |                                |                                        |
| 14 | Бандура Роман Вікторович       | ЄБВО                                   |
| 15 | Коновалюк Інна Степанівна      | ЄБВО                                   |
| 16 | Ференець Сергій Борисович      | ЄБВО                                   |
| Київська обласна організація Політичної партії «УДАР (Український Демократичний Альянс за Реформи) Віталія Кличка» |                                |                                        |
| 17 | Волошкевич Віталій Андрійович  | ЄБВО                                   |
| 18 | Гринюк Володимир Васильович    | ЄБВО                                   |
| 19 | Пацеля Олександр Васильович    | ЄБВО                                   |
| Київська обласна організація Політичної партії «НАШ КРАЙ»                                                          |                                |                                        |
| 20 | Дерманець Анатолій Федорович   | ЄБВО                                   |
| 21 | Звіряка Дмитро Петрович        | ЄБВО                                   |
| 22 | Тертичний Олександр Вікторович | ЄБВО                                   |
| Київська обласна організація Всеукраїнського об’єднання «Свобода»                                                  |                                |                                        |
| 23 | Ткач Борис Григорович          | ЄБВО                                   |
| 24 | Деркач Юрій Олексійович        | ЄБВО                                   |
| Київська Обласна організація ПОЛІТИЧНОЇ ПАРТІЇ «СЛУГА НАРОДУ»                                                      |                                |                                        |
| 25 | Шалієвська Тетяна Сергіївна    | ЄБВО                                   |
| 26 | Лимар Дмитро Павлович          | ЄБВО                                   |